# Mac Hyman
Pour les articles homonymes, voir Hyman.
Mac Hyman, de son vrai nom McKenzie Hooks Hyman, né le 25 août 1923 et décédé le 17 juillet 1963, est un romancier américain.

## Biographie
Son roman humoristique, No Time for Sergeants, qui traitait de la Seconde Guerre mondiale, est l'un des best-sellers de l'année 1954. Il fut adapté à Broadway par Ira Levin et au cinéma en 1958 sous le titre Deux farfelus au régiment par Mervyn LeRoy.
Il obtint B.A. à l'Université Duke.